# 7 Ирида
7 Ирида (енгл. 7 Iris) је астероид главног астероидног појаса са пречником од приближно 199,83 km.
Афел астероида је на удаљености од 2,937 астрономских јединица (АЈ) од Сунца, а перихел на 1,835 АЈ.
Ексцентрицитет орбите износи 0,230, инклинација (нагиб) орбите у односу на раван еклиптике 5,523 степени, а орбитални период износи 1346,678 дана (3,687 године).
Апсолутна магнитуда астероида је 5,51 а геометријски албедо 0,276.
Астероид је откривен 13. августа 1847. године.